# Хаамонга-а-Мауи
Хаамонга́-а-Мауи́ (тонг. Haʻamonga ʻa Maui; в переводе с тонганского — «ноша бога Мауи»), также известные как Ворота Тонга — мегалитическая арка в северной части острова Тонгатапу (Королевство Тонга) юго-западной части Тихого океана, относящейся к Полинезии.

## Расположение и описание

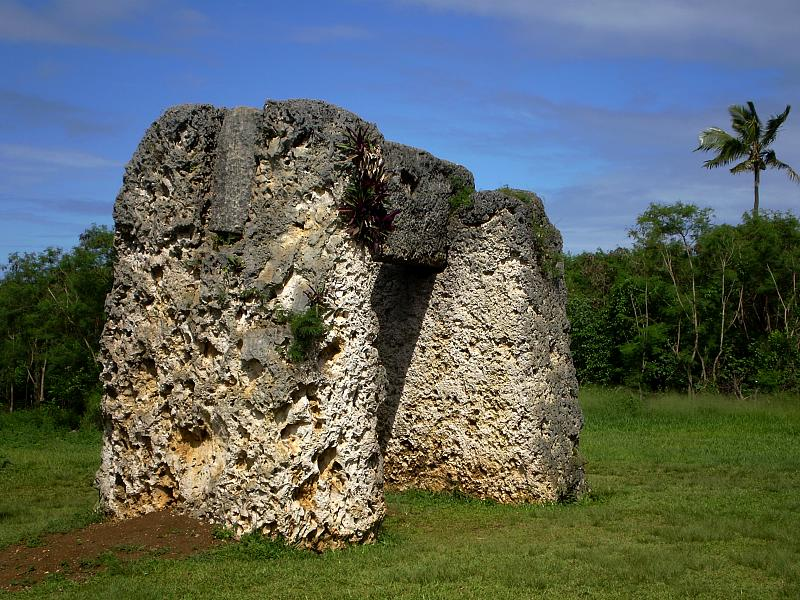
Вид на место стыковки вертикального и горизонтального блоков)

Мегалитическое сооружение Хаамонга-а-Мауи («ноша бога Мауи»), также известное как «Ворота Тонга», находится на севере острова Тонгатапу, недалеко от деревни Ниутоуа. Это единственная мегалитическая арка в южной части Тихого океана. Она состоит из трёх известняковых коралловых плит, длина каждой из которых составляет порядка 6 метров, а вес каждой вертикальной — не менее 20 тонн. Верх вертикальных блоков содержит глубокий паз, служащий для стыковки с горизонтальной перемычкой, с небольшим зазором порядка 5 см.
Так как коралловый известняк очень порист, отсутствует возможность его полировки. Тем не менее поверхности блоков плоские и углы перпендикулярны. Стыкуемые элементы тщательно подогнаны друг к другу, но не идеальны, и вертикальные плиты имеют несколько различные размеры.
По одной из версий, наиболее вероятное место добычи плит кораллового известняка — ближайшее морское побережье, расположенное в нескольких сотнях метров. Особенностью материала является первоначальная мягкость и простота обработки. Ему сравнительно легко можно придать желаемую форму. Позже, по мере высыхания и прошествия нескольких десятилетий, коралловый известняк становится заметно более твердым.
По местным легендам, Хаамонга был создан богом Мауи из камней, которые он принёс с острова Уоллис.

## Время создания
Точное время постройки сооружения неизвестно. По устным преданиям, предположительно, это произошло в начале XIII века в период правления одиннадцатого по счёту туи-тонга Туитатуи. Интересно, что Королевство Тонги не обладало письменностью. Поэтому его история хранилась в памяти специально определённой для этого семьи. Её представитель, королевский историограф (Tamale of Haameniuli), в начале XX века и поведал историю строительства.

## Версии о назначении

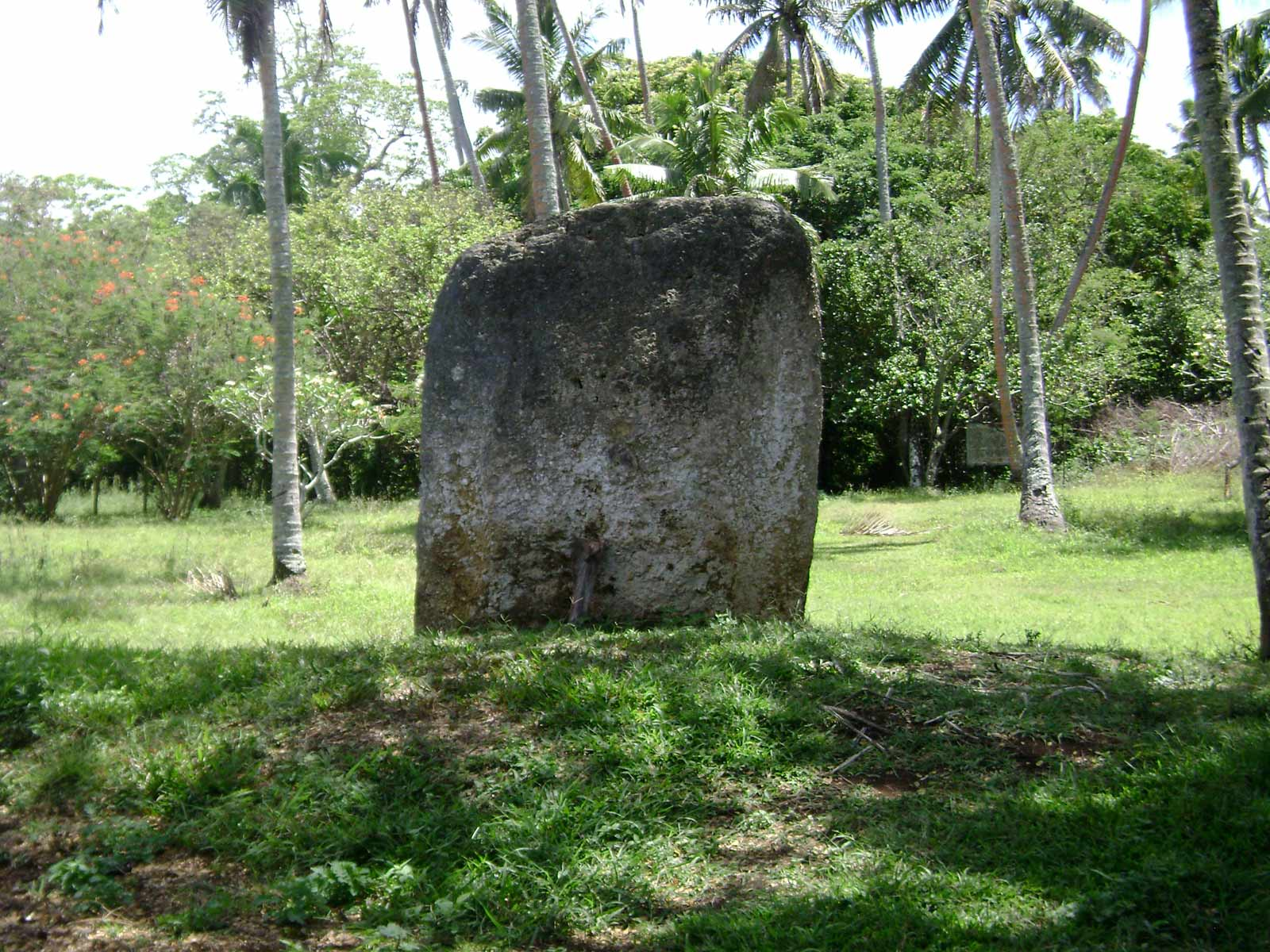
Королевский трон — 'esi Maka Fa’akinanga (в переводе с тонганского — «камень, чтобы прислониться»)

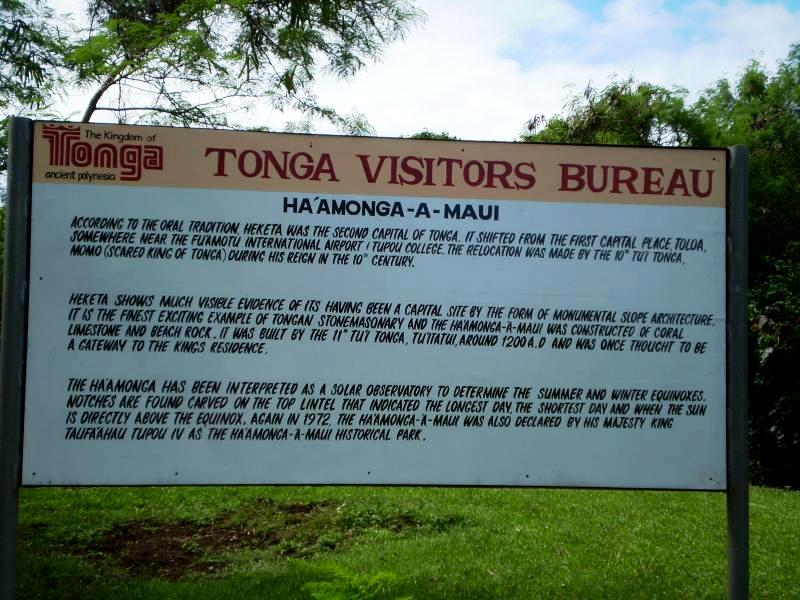
Стенд с информацией о Воротах — Хаамонга-а-Мауи

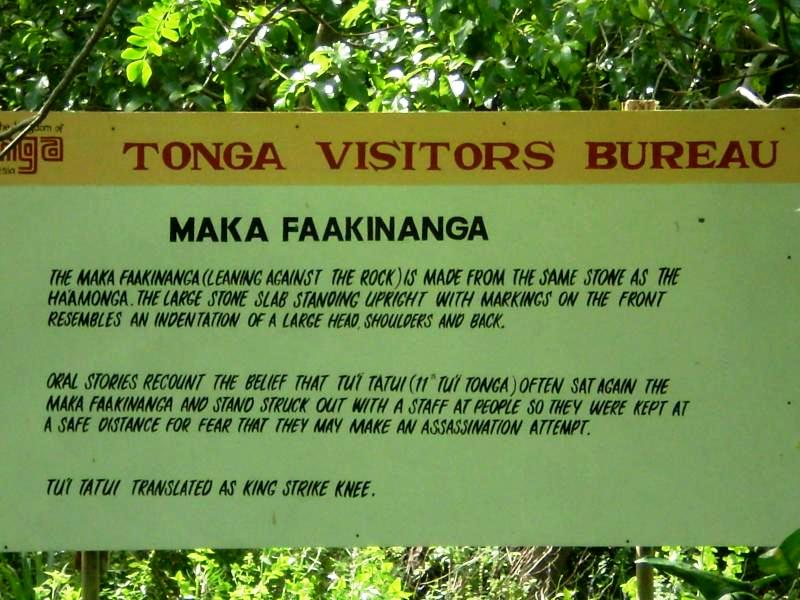
Стенд с информацией о Троне — 'esi Maka Fa’akinanga

Точное предназначение Ворот Тонга неизвестно. Однако существует несколько точек зрения по поводу их функций. Согласно одной из них, сооружение было построено туи-тонга Туитатуи с целью примирения своих враждовавших сыновей (трилитон должен был символизировать родственные узы между ними). То есть сама арка символизировала единство королевской семьи. Восточный вертикальный блок символизировал старшего сына Лафу, а западный вертикальный блок — младший сын Тэлэйхаапеп. Перемычка символизировала неотделимую связь братства между обоими братьями.
Также бытует версия, что Хаамонга-а-Мауи могло служить в качестве входа на существовавшую здесь в прошлом королевскую территорию древней столицы Тонги. Косвенно это подтверждается легендой, рассказанной историографом королевской семьи (Tamale of Haameniuli) в начале XX века, что всякий, пройдя арку и углубившись на королевскую территорию примерно на 100 метров, приближался к трону 'esi Maka Fa’akinanga (в переводе с тонганского — «камень, чтобы прислониться»), где располагался король и спинка которого, имеющая углубления для головы, плеч и спины, сохранилась до наших дней. Указанные версии изложены на информационных стендах рядом с двумя этими сооружениями.
Кроме того, по предположению короля Тонги Тауфаахау Тупоу IV, постройка могла использоваться для наблюдения за солнцем, а также определения момента летнего и зимнего солнцестояния. В подтверждение такого допущения привлекают зарубки, расположенные на горизонтальной плите, которые якобы совпадают с соответствующими положениями солнца. При этом упускается из вида то, что за годы, прошедшие с момента сооружения, арка заметно отклонилась от своего начального состояния, а также то, что размеры горизонтальной балки не позволяют выполнить указанные зарубки величиной, достаточной для сравнительно точного определения положений солнца.

## Охранные мероприятия
- В 1972 году король Тонги Тауфаахау Тупоу IV объявил Хаамонга-а-Мауи и окружающую территорию национальным парком[5].
- 9 августа 2007 года Хаамонга-а-Мауи и окружающая территория были представлены для внесения в список Всемирного культурного наследия[6].